# Bataille de Chelenqo
Campagnes de Menelik II 
 Conquête de la province du Harär
La bataille de Chelenqo se déroula le 6 janvier 1887 dans la plaine de Chelenqo entre les troupes du Shewa menées par Menelik II et les forces de l'émir Abdullaï. Les forces du royaume du Shewa remportèrent la victoire puis annexèrent la ville de Harer, ainsi que la province du Hararghe. Celles-ci furent placées sous l'administration du ras Mekonnen, lequel s'était particulièrement illustré durant le combat.